# Quintische Form nach Brioschi
Die Quintische Form nach Brioschi ist eine spezielle Polynomform in der Mathematik. Hierbei handelt es sich um ein Polynom fünften Grades ohne quartisches und ohne quadratisches Glied. Sie wurde nach dem italienischen Mathematiker Francesco Brioschi benannt.

## Definition
Folgende Gleichungsstruktur nimmt die Quintische Polynomform nach Brioschi generell an:
{\displaystyle x^{5}-10\,wx^{3}+45\,w^{2}x-y=0}
In dieser Form fünften Grades sind sehr wohl das quintische, das kubische, das lineare und das absolute Glied vorhanden. Aufgelöst nach dem absoluten Glied y entsteht somit wegen dieser Glieder bezüglich der Unbekannten x eine zum Koordinatenursprung punktsymmetrische Funktion. Jedoch sind in dieser Polynomform die Koeffizienten des quartischen und des quadratischen Gliedes auf Null gesetzt. Jene beiden Glieder fehlen in der Form nach Brioschi. Im englischen Sprachraum wird diese Polynomform als Brioschi Quintic Form bezeichnet.

## Anwendung
Angewendet wird die quintische Form nach Brioschi im elliptischen Lösungsverfahren von der Allgemeinform der Gleichungen fünften Grades. Für die Eliminierung des quartischen Gleichungsgliedes alleine kann eine lineare Substitution verwendet werden. Wenn aber zusätzlich auch das kubische Glied eliminiert werden soll, dann ist eine sogenannte Tschirnhaus-Transformation erforderlich. In der Geschichte der Mathematik erlangte die quintische Form nach Brioschi beim Lösungsweg der generellen Quintischen Gleichung nach dem Verfahren von Felix Klein eine besondere Bedeutung.

## Beziehung zur prinzipiellen Form
Eine quintische Gleichungsform ohne quartisches und kubisches Glied und somit eine solche Form, welche nur das quintische, das quadratische, das lineare und das absolute Glied enthält, wird prinzipielle quintische Form genannt:
{\displaystyle x^{5}+ax^{2}+bx+c=0}
Diese Form kann mit Hilfe der quintischen Form nach Brioschi vereinfacht mit folgendem Algorithmus gelöst werden:
Schritt 1: Auf der Grundlage der Koeffizienten der prinzipiellen Quintischen Gleichung soll diese quadratische Gleichung aufgestellt werden:
{\displaystyle (a^{4}+abc-b^{3})\lambda ^{2}-(11a^{3}b-ac^{2}+2b^{2}c)\lambda +(64a^{2}b^{2}-27a^{3}c-bc^{2})=0}
Schritt 2: Eine der beiden Lambda-Lösungen soll für die Synthese folgender Parameter verwendet werden:
{\displaystyle j={\frac {(a\lambda ^{2}-3b\lambda -3c)^{3}}{a^{2}(ac\lambda -b^{2}\lambda -bc)}}}
{\displaystyle p={\frac {-8a\lambda ^{3}-72b\lambda ^{2}-72c\lambda +a^{2}j}{a\lambda ^{2}+b\lambda +c}}}
{\displaystyle q={\frac {1}{1728-j}}}
Schritt 3: Folgende quintische Gleichung nach dem Schema von Brioschi soll synthetisiert und aufgelöst werden:
{\displaystyle z^{5}-10\,qz^{3}+45\,q^{2}z-q^{2}=0}
Schritt 4: Die prinzipielle Gleichung soll mit folgendem Schlüssel gelöst werden:
{\displaystyle x={\frac {pqz+\lambda q}{z^{2}-3q}}}

## Quintisch radikale Umkehrfunktionen
Der Allgemeinfall der quintischen Gleichungen ohne quartisches und ohne quadratisches Glied kann nach dem Satz von Abel-Ruffini nicht elementar, sondern nur elliptisch gelöst werden. Sowohl die Brioschi-Form als auch die Bring-Jerrard-Form gehören beide dieser Kategorie der quintischen Gleichungen an. Für die Ermittlung der Lösungsmenge bei diesen quintischen Gleichungen mit Hilfe von elliptischen Modulfunktionen muss zuerst der elliptische Modul selbst ermittelt werden. Dieser elliptische Modul steht immer in elementar mathematischer Beziehung zu den Koeffizienten der betroffenen quintischen Gleichung. Stets liefern rationale Kombinationen der Thetafunktionswerte und der Rogers-Ramanujan-Kettenbrüche R und S in Abhängigkeit vom elliptischen Nomen dieses Moduls, der fünften Potenz des Nomens und der fünften Wurzel des Nomens den Lösungsausdruck der betroffenen Gleichung fünften Grades. Wenn von diesen quintischen Polynomen ohne quartisches oder quadratisches Glied nach dem absoluten Glied aufgelöst wird, dann entsteht in Abhängigkeit von der Unbekannten eine ganzrationale ursprungspunktsymmetrische Funktion fünften Grades mit einer ebenso ursprungspunktsymmstrischen Umkehrfunktion. Diese Umkehrfunktion hat nur dann eine elementar darstellbare Identität, wenn das kubische und das lineare Glied ebenso auf Null gesetzt sind. Bei diesem speziellen Fall handelt es sich um die Funktion der fünften Wurzel. Ansonsten sind für die Darstellung solcher Umkehrfunktionen elliptische Ausdrücke erforderlich. Beispielsweise kann von einer quintischen ganzrationalen Polynomfunktion mit nur quintischem und linearem Glied gleicher Vorzeichenausrichtung stets nach folgendem Muster die Umkehrfunktion gebildet werden:
Als Beispiel wird im Folgenden die Bring-Jerrard-Normalform genannt:
{\displaystyle f(x)=x^{5}+x}
Die Umkehrfunktion dieser Funktion lautet so:
{\displaystyle f^{\langle -1\rangle }(x)={\frac {S{\bigl \langle }q\{{\text{ctlh}}[{\tfrac {1}{2}}{\text{aclh}}({\tfrac {5}{4}}{\sqrt[{4}]{5}}\,x)]^{2}\}{\bigr \rangle }^{2}-R{\bigl \langle }q\{{\text{ctlh}}[{\tfrac {1}{2}}{\text{aclh}}({\tfrac {5}{4}}{\sqrt[{4}]{5}}\,x)]^{2}\}^{2}{\bigr \rangle }}{S{\bigl \langle }q\{{\text{ctlh}}[{\tfrac {1}{2}}{\text{aclh}}({\tfrac {5}{4}}{\sqrt[{4}]{5}}\,x)]^{2}\}{\bigr \rangle }^{2}}}\times }
{\displaystyle \times {\frac {1-R{\bigl \langle }q\{{\text{ctlh}}[{\tfrac {1}{2}}{\text{aclh}}({\tfrac {5}{4}}{\sqrt[{4}]{5}}\,x)]^{2}\}^{2}{\bigr \rangle }\,S{\bigl \langle }q\{{\text{ctlh}}[{\tfrac {1}{2}}{\text{aclh}}({\tfrac {5}{4}}{\sqrt[{4}]{5}}\,x)]^{2}\}{\bigr \rangle }}{R{\bigl \langle }q\{{\text{ctlh}}[{\tfrac {1}{2}}{\text{aclh}}({\tfrac {5}{4}}{\sqrt[{4}]{5}}\,x)]^{2}\}^{2}{\bigr \rangle }^{2}}}\times }
{\displaystyle \times {\frac {\vartheta _{00}{\bigl \langle }q\{{\text{ctlh}}[{\tfrac {1}{2}}{\text{aclh}}({\tfrac {5}{4}}{\sqrt[{4}]{5}}\,x)]^{2}\}^{5}{\bigr \rangle }\,\vartheta _{00}{\bigl \langle }q\{{\text{ctlh}}[{\tfrac {1}{2}}{\text{aclh}}({\tfrac {5}{4}}{\sqrt[{4}]{5}}\,x)]^{2}\}^{1/5}{\bigr \rangle }^{2}-5\,\vartheta _{00}{\bigl \langle }q\{{\text{ctlh}}[{\tfrac {1}{2}}{\text{aclh}}({\tfrac {5}{4}}{\sqrt[{4}]{5}}\,x)]^{2}\}^{5}{\bigr \rangle }^{3}}{2{\sqrt[{4}]{20}}\,{\text{sl}}[{\tfrac {1}{2}}{\sqrt {2}}\,{\text{aclh}}({\tfrac {5}{4}}{\sqrt[{4}]{5}}\,x)]\,\vartheta _{00}{\bigl \langle }q\{{\text{ctlh}}[{\tfrac {1}{2}}{\text{aclh}}({\tfrac {5}{4}}{\sqrt[{4}]{5}}\,x)]^{2}\}{\bigr \rangle }^{3}}}}
Für die erwähnten lemniskatischen und hyperbolisch lemniskatischen Funktionen gilt dieser Zusammenhang:
{\displaystyle {\text{ctlh}}{\bigl [}{\tfrac {1}{2}}\mathrm {aclh} (s){\bigr ]}^{2}=(2s^{2}+2+2{\sqrt {s^{4}+1}})^{-1/2}({\sqrt {{\sqrt {s^{4}+1}}+1}}+s)}
{\displaystyle {\text{sl}}{\bigl [}{\tfrac {1}{2}}{\sqrt {2}}\,\mathrm {aclh} (s){\bigr ]}={\sqrt {{\sqrt {s^{4}+1}}-s^{2}}}}